# 세인트 빈센트 (음악가)
세인트 빈센트(St. Vincent, 1982년 9월 28일 ~ )는 미국의 싱어송라이터이다. 달라스에서 자라난 세인트 빈센트는 버클리 음악 대학에서 3년 간 공부한 후, 폴리포닉 스프리의 멤버로 커리어를 시작했다. 2006년 본인의 밴드를 결성하기 이전, 수프얀 스티븐스의 투어 밴드 멤버로도 활동했다.
그녀의 음악은 복잡한 편곡과 여러 악기들을 사용하는 것이 특징으로 소프트 록, 실험 음악, 일렉트로 팝, 재즈 등 다양한 장르적 요소를 활용한 음악으로 꾸준한 호평을 들어왔다. 2014년 2월 25일 발매된 솔로 정규 4집 앨범 St. Vincent는 가디언, 엔터테인먼트 위클리, NME, 슬랜트 매거진 선정 올해의 앨범으로 뽑였다. 그리고 같은 해 그래미상 베스트 얼터너티브 앨범상을 수상하면서, 빈센트는 생애 첫 그래미상을 받게 되었다. 세인트 빈센트는 세 개의 그래미를 비롯하여 다수의 상을 받았다.
2007년 솔로 데뷔 앨범 <Marry Me>를 냈고 이후 <Actor>(2009년), <Strange Mercy>(2011년)을 발표하였고 2012년 토킹 헤즈의 데이비드 번과 협업한 앨범 <This Giant>를 냈고 네 번째 앨범 <St. Vincent>(2014년)로 널리 평단의 극찬을 받았다. 다섯 번째 앨범 <Masseduction>(2017년) 역시 평이 좋았고 여섯 번째 앨범 <Daddy's Home>을 2021년 발매했다.
음악 외에도 세인트 빈센트는 2017년 호러 영화 <XX>의 일부분을 쓰고 감독했고 2020년에 스릴러 영화 <더 노웨어 인>의 각본을 공동 집필하고 출연했다.

## 어린 시절
앤 에린 클라크는 1982년 9월 28일 오클라호마주 털사에서 태어났다. 어머니는 사회복지사이자 비영리 단체 관리자이고 계부는 법인세 관리회사에서 일한다. 그녀의 부모는 그녀가 세살 때에 이혼했고 일곱 살 때 어머니와 두 언니와 함께 텍사스주의 댈러스로 이주했다. DNA 테스트에 의하면 그녀의 조상은 80%가 아일랜드계이고 20%가 아슈케나즈 유대인이라고 그녀는 밝혔다. 가톨릭 교도와 유니테리언 보편주의자로 성장했다. 친부모와 계부모 가정을 합치면 네 명의 형제와 네 명의 자매가 있다.
어렸을 때 클라크는 리치 발렌스와 영화 <라밤바>를 좋아했다. 다섯 살 때 어머니는 빨간색 플라스틱 기타를 선물로 주었고 열두 살 때 처음으로 진짜 기타를 연주하기 시작했다. 십대 시절에 삼촌 부부인 기타-보컬 재즈 듀오 턱 앤 패티(Tuck & Patti)의 투어에 스텝으로 따라다니기도 했다. 2001년 레이크 하이랜즈 고등학교를 졸업했다. 고등학교를 다닐 때 연극과 재즈밴드 활동을 했었고 동창생 중에 배우 마크 샐링이 있다.
그리고 보스턴에 있는 버클리 음악 대학에 들어가 로렌 파사렐리 교수 밑에서 공부하다가 학교가 예술의 미학에 더 중점을 두는 것을 느끼며 3년 만에 떠났다. 그 때를 회상하며 그녀는 "음악 학교나 미술 학교, 혹은 어떤 형태의 학교에는 등급과 측정 시스템이 있어야만 한다. 학교에서의 가르침은 정량화될 수 밖에 없다. 그런 모든 것들은 좋은 것이고 필요하지만 실제로 음악을 만들려면 할 수 있는 한 모든 것을 배우고 나서 그것들을 모두 잊어야 한다."

## 음악 활동

### 2003–2007년: 음악경력의 시작과 <Marry Me>

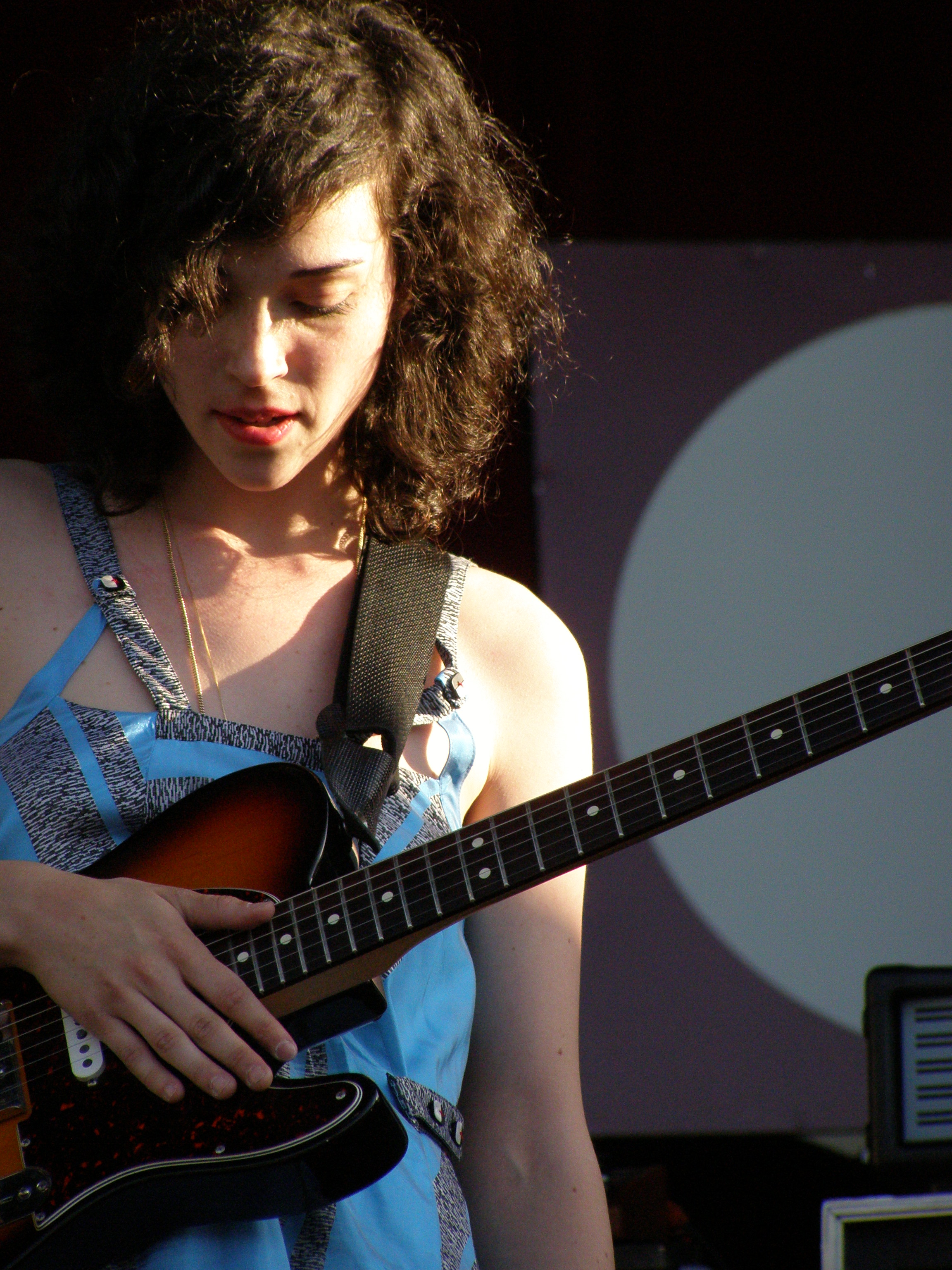
2007년 무대에서 세인트 빈센트

2003년 세인트 빈센트는 버클리 음대 동료 학생들과 함께 <Ratsliveonnoevilstar>라는 EP를 냈다. 로렌 파사렐리 아래서 공부하다가 버클리 음대를 떠나 고향인 텍사스로 돌아왔고 폴리포닉 스프리의 유럽 투어에 합류했다. 그리고 2006년에 폴리포닉 스프리를 떠나 수프얀 스티븐스의 투어 밴드에 합류했다. 이 시기에 그녀는 <Paris Is Burning>이라는 EP를 냈다.
2006년 세인트 빈센트라는 이름으로 앨범 녹음을 시작했다. 이름에 대해서는 닉 케이브의 노래, "There She Goes, My Beautiful World"에서 "딜런 토머스는 세인트 빈센트 병원에서 술에 취해 죽었지"라는 가사에서 언급된 딜런 토머스가 사망했던 병원 이름을 땄다고 했다. 또한 이는 그녀의 증조모의 중간 이름이기도 하다. 데뷔 앨범 <Marry Me>가 베거스 뱅큇 레코드에서 2007년 7월 10일 발매되었다. 여기에는 드러머 브라이언 티즐리(폴리포닉 스프리), 마이크 가슨(데이비드 보위와 오래 작업한 피아니스트), 그리고 나팔에 루이스 슈바드론(폴리포닉 스프리)가 참여했다.
이 앨범은 케이트 부시나 데이비드 보위와 비교되며 평론가들 사이에 호평을 받았고 편곡, 주제, 스타일에 있어 많은 찬사를 받았다. A.V. 클럽은 "너무 많은 행복이 광기로 변하는 순간이 있는데 세인트 빈센트의 다중 악기 연주자인 애니 클라크는 이 지점을 매우 잘 알고 있다." 피치포크는 "<Marry Me>는 모든 면에 있어 이미 꼬여 있는 구조와 악기 구성을 다시 꼬아서 오히려 완벽하게 자연스럽게 들릴 뿐 아니라 무엇보다도 중요한 것은 그녀의 스릴 넘치는 독창적인 비전을 활기찬 삶에 더한 음악이 듣기에 쉽다는 점이다"라고 평했다. <Marry Me> 앨범에 수록된 곡들은 클라크가 대부분 18-19세에 쓴 것들인데 이에 대해 그녀는 "인생이 무엇인지, 사랑이 무엇인지에 대해 실제로 경험해 보지 않은 사람의 눈에 보이는, 이상적인 관점을 보여준다"라고 했다. 싱글로는 "Paris Is Burning"이 출시되었고 "Jesus Saves, I Spend"는 뮤직 비디오로 나왔다.

### 2008-2010년: <Actor> 사운드트랙
2008년 클라크는 PLUG 인디음악 어워드에 올해의 신인, 올해의 여성 아티스트, 올해의 뮤직 비디오 부문에 후보로 올라 올해의 여성 아티스트상을 수상했다. 긴 투어를 끝내고 뉴욕으로 돌아온 그녀는 두 번째 앨범 작업을 시작했다. 곡들은 디즈니를 비롯한 몇몇 영화에서 영감을 받았다. "사실, 1년 반 정도 투어를 하고 돌아오니 뇌가 마치 타버린 회로 기판처럼 되어있었다"고 하면서 "그래서 다시 사람으로 돌아오려는 과정에서 영화들을 보기 시작했고 그것들을 통해 사실 앨범 전체가 시작되었다"고 했다. 당시 녹음 스튜디오가 없었던 클라크는 이웃에서 시끄럽다는 불평이 잦아지자 아파트에서 가라지밴드와 미디를 사용하여 곡을 쓰기 시작했다. 대부분의 곡들이 여러 아동 영화들의 장면들로 부터 비롯되었다. 클라크는 음악과 가사를 쓸 때 그런 장면들의 사운드트랙을 만든다는 상상을 했다고 한다. 영화들 중에는 <백설공주>(1937년)과 <오즈의 마법사>(1939년) 등이 있었다.

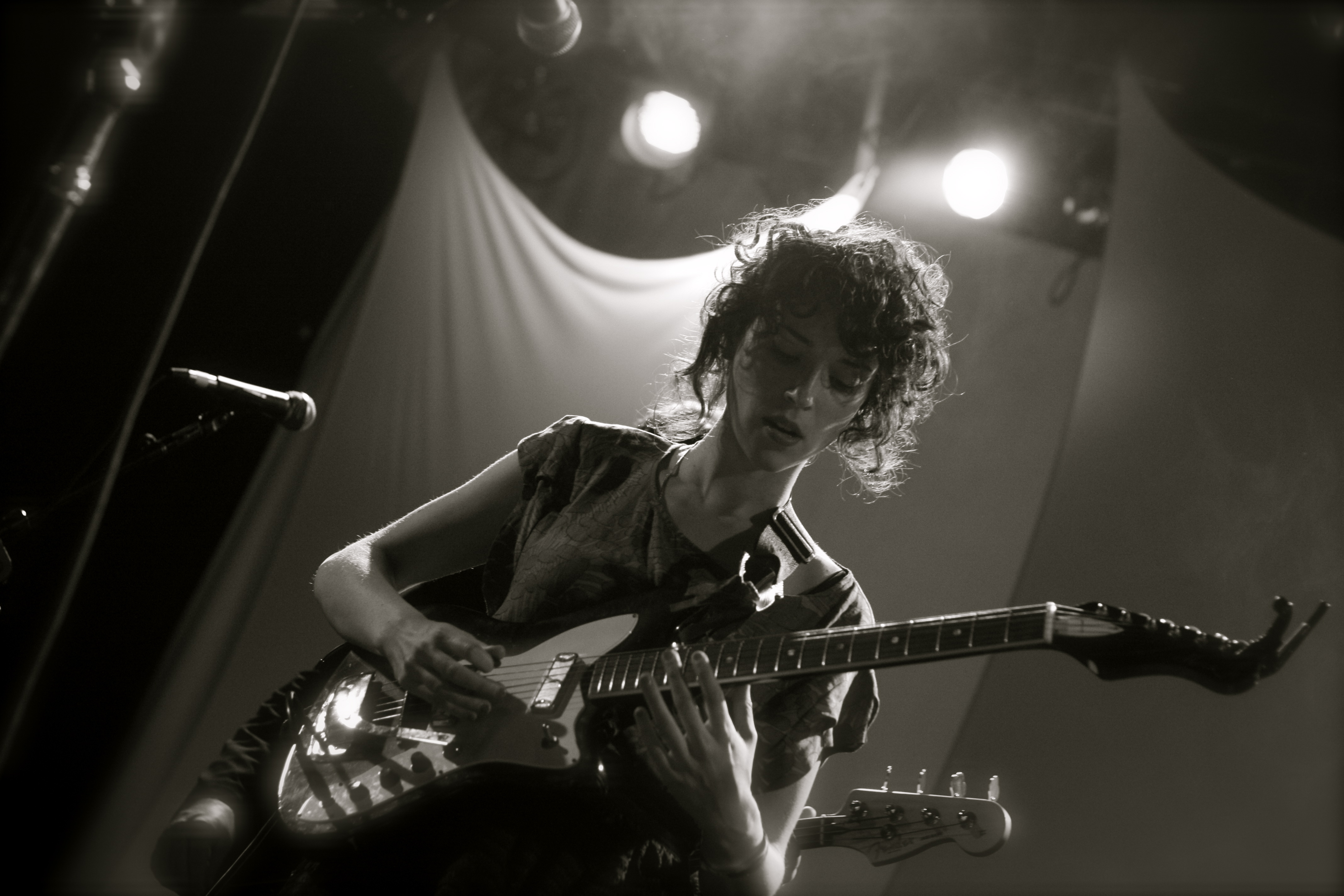
2009년 공연 중인 세인트 빈센트

두 번째 앨범 <Actor>는 4AD 레코드사를 통해 2009년 5월에 발매되었다. 이 앨범 또한 전반적으로 호평을 받았고 이전 앨범에 비해 상업적으로도 더 주목을 받았다. 스핀 매거진은 별 10개 중 8개를 주었으며 "잔인함과 친절함, 그리고 더욱 복잡해진 바로크식 편곡에 더욱 아름다워진 목소리를 통해 그녀의 노래 가운데 흐르는 어둠을 강조한다"고 평했다. 엔터테인먼트 위클리는 이 앨범에 대해 "폭력과 섹스, 혼돈과 같은 어두움이 묻어 있는 가사와는 대조적인 교회 합창단 소녀 같은 목소리로 독특하고 강렬한 그녀만의 혼합 브랜드를 만들어 냈다"고 했다. 빌보드 인디 앨범 차트 9위에, 빌보드 200 차트 90위에 올랐다. 싱글을 따로 내지는 않았고 (영국에서만 "Actor Out of Work"가 싱글로 발매되었다) "Marrow"와 "Actor Out of Work" 두 곡의 뮤직비디오가 출시되어 음악 채널에서 방영되었다.
영화 <트와일라잇> 시리즈의 OST에도 그녀의 곡이 들어갔는데 인디 포크 밴드 본 아이버와 함께 만든 곡 "Roslyn"이 2009년 <뉴 문> 사운드트랙에, "The Antidote"가 2012년 <브레이킹 던 part 2> 사운드트랙에 포함되었다.

### 2011-2012년: <Strange Mercy>와 콜라보레이션 작업들

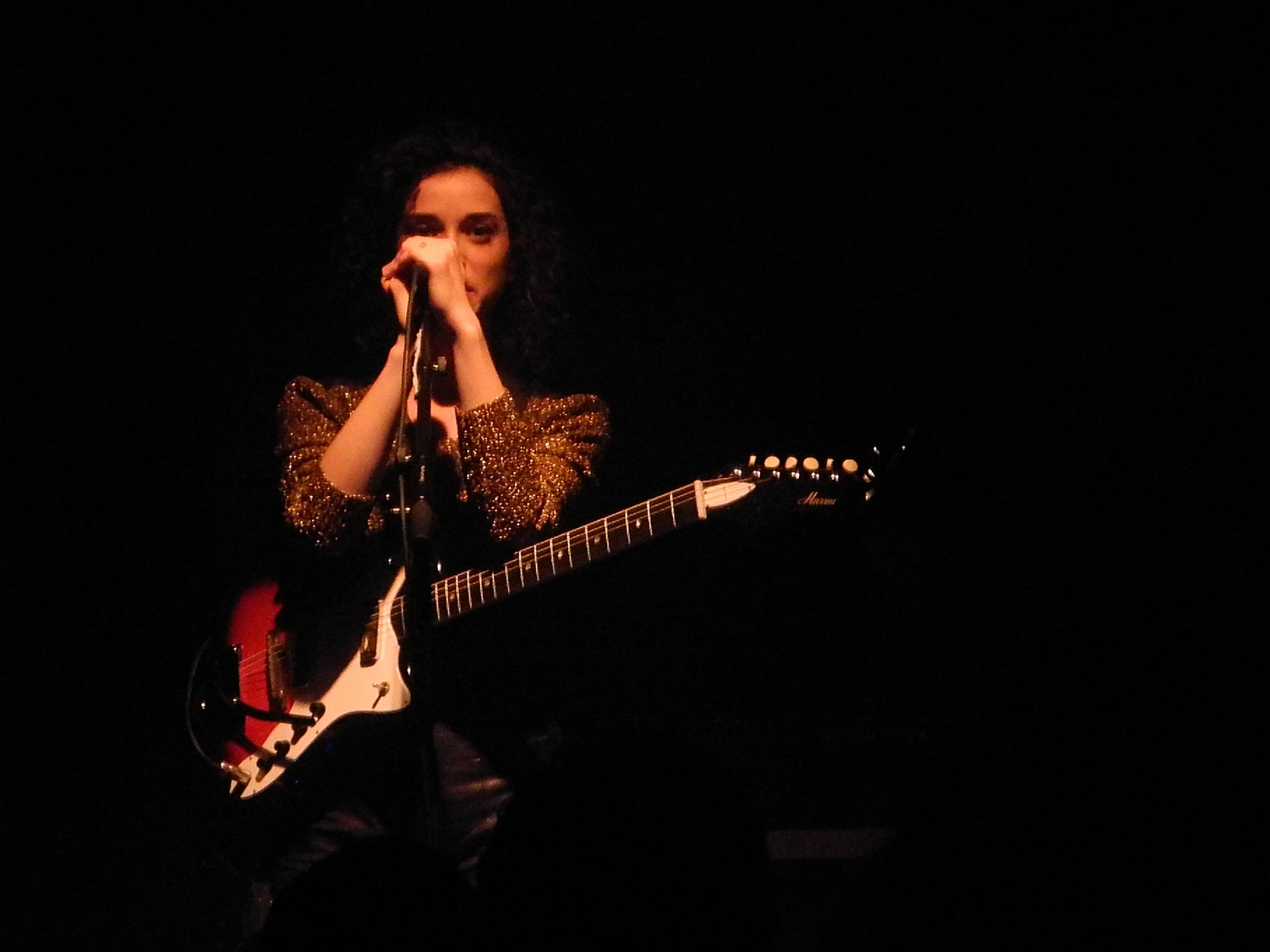
세인트 빈센트가 2011년 11월 더블린의 버튼 팩토리에서 공연하고 있다.

클라크는 2010년 10월 시애틀에서 세 번째 앨범 <Strange Mercy>에 들어갈 곡들을 썼다. 스핀 매거진과의 인터뷰에서 "데스 캡 포 큐티의 드러머 제이슨 맥거의 사무실이 근처에 있었고 그 장소를 10월 한 달 간 빌려주었다. 나는 혼자였고 다운타운의 에이스 호텔의 공용 욕실이 있는 객실에 묵었다. 아침에 일어나 카페인을 섭취하고 스튜디오까지 달려가서 12시간 작업하고 돌아와 책을 읽으며 혼자 저녁을 먹고 와인 한 잔을 마시고 잠을 잤다. 그런 패턴을 반복했다"고 했다.
2011년 8월, <Strange Mercy> 전 앨범이 NPR 뮤직을 통해 스트리밍을 시작했고 뉴욕의 메트로폴리탄 미술관의 덴두르 신전 방에서 앨범 데뷔 공연을 했고 앨범은 2011년 9월에 발매되었다.
<Strange Mercy> 역시 음악 평론가들에게 두루 호평을 받았고 미국 빌보드 200 차트 19위에 올랐다. 클라크는 "이 앨범이 내가 만든 것들 중 최고라고는 생각하지 않지만 그래도 좋은 음반이라고 생각한다"라고 했다. 앨범 홍보를 위해 2011년 가을 미국과 유럽 투어를 시작했고 이어 2012년에 걸쳐 전 세계 투어를 벌였다.

### 2013-2015년: <St. Vincent>

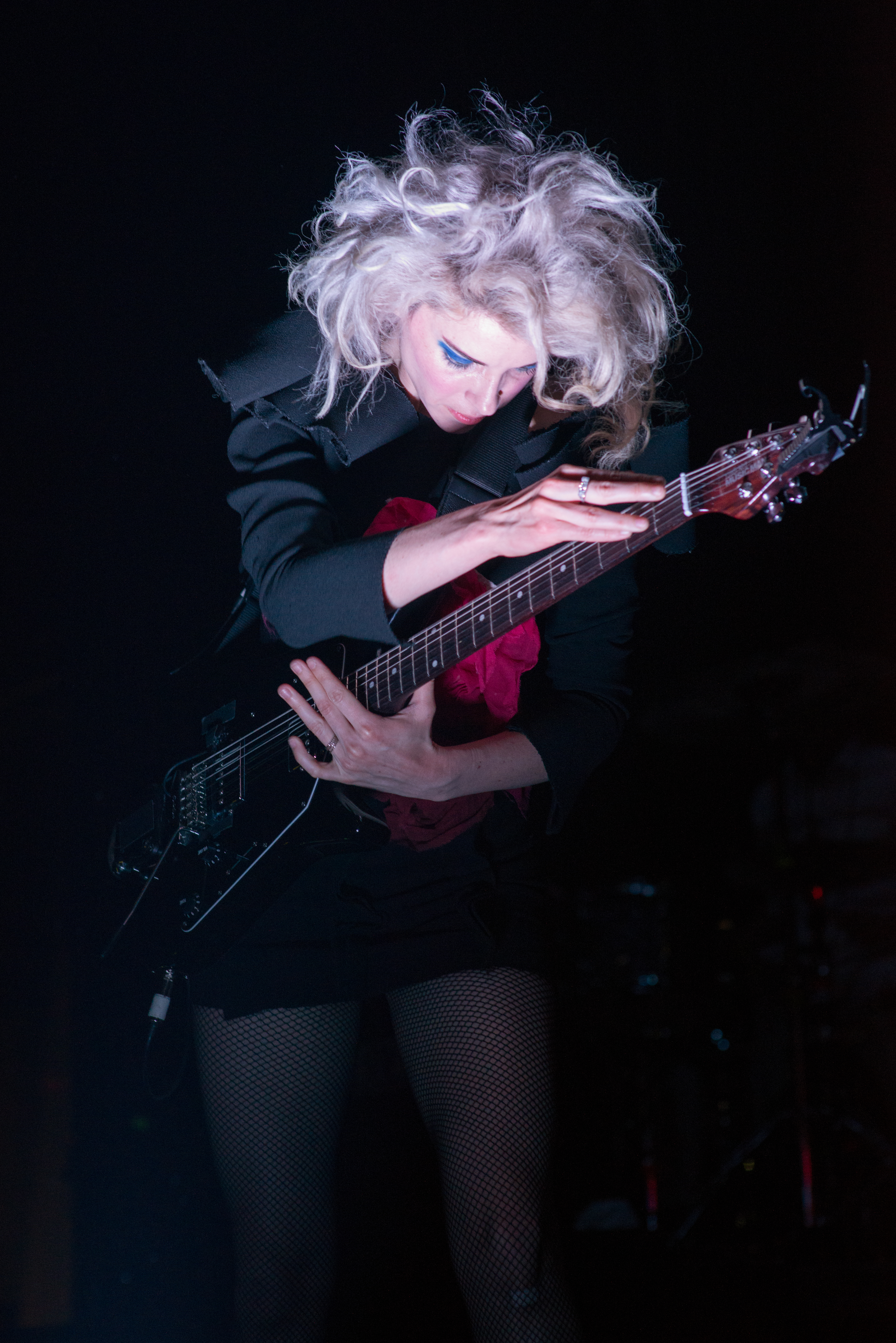
2014년 "디지털 위트니스" 투어중 세인트 빈센트

2013년 5월, 데이비드 번과 세인트 빈센트는 <Brass Tactics>라는 앨범을 함께 냈다. 여기에는 미발매곡들과 리믹스, 라이브 녹음 등이 담겼다. 같은 해 클라크는 스미소니안 미국 독창성 어워드에서 수여하는 공연예술 부문 상을 받았고 로마 비스타 레코드사와 계약을 맺었다. 새로운 레이블을 통해 네 번째 앨범 <St. Vincent>의 싱글 "Birth in Reverse"가 발매되었고 두 번째 싱글 "Digital Witness"이 2014년 1월에 나온 이후 앨범이 출시되었고 역시 평단의 찬사를 받았다. 가디언, 엔터테인먼트 위클리, NME 등 다수의 매체에서 <St. Vincent>를 2014년 최고의 앨범으로 꼽았고 타임은 2위, 롤링 스톤은 4위에 선정했다. 2015년 2월, 그래미 어워드에서 "최우수 얼터너티브 뮤직 앨범"상을 수여했다.
2014년 4월, 록앤롤 명예의 전당 29차 헌액행사에서 너바나와 함께 "Lithium"을 불렀다. 2014년에서 2015년 여름까지 미국, 유럽, 호주, 아시아 투어를 벌였고 2015년 5월에는 픽시스와 벡 등과 함께 보스턴 콜링 뮤직 페스티벌에 참여했다.

### 2016-2019년: <Masseducatioin>

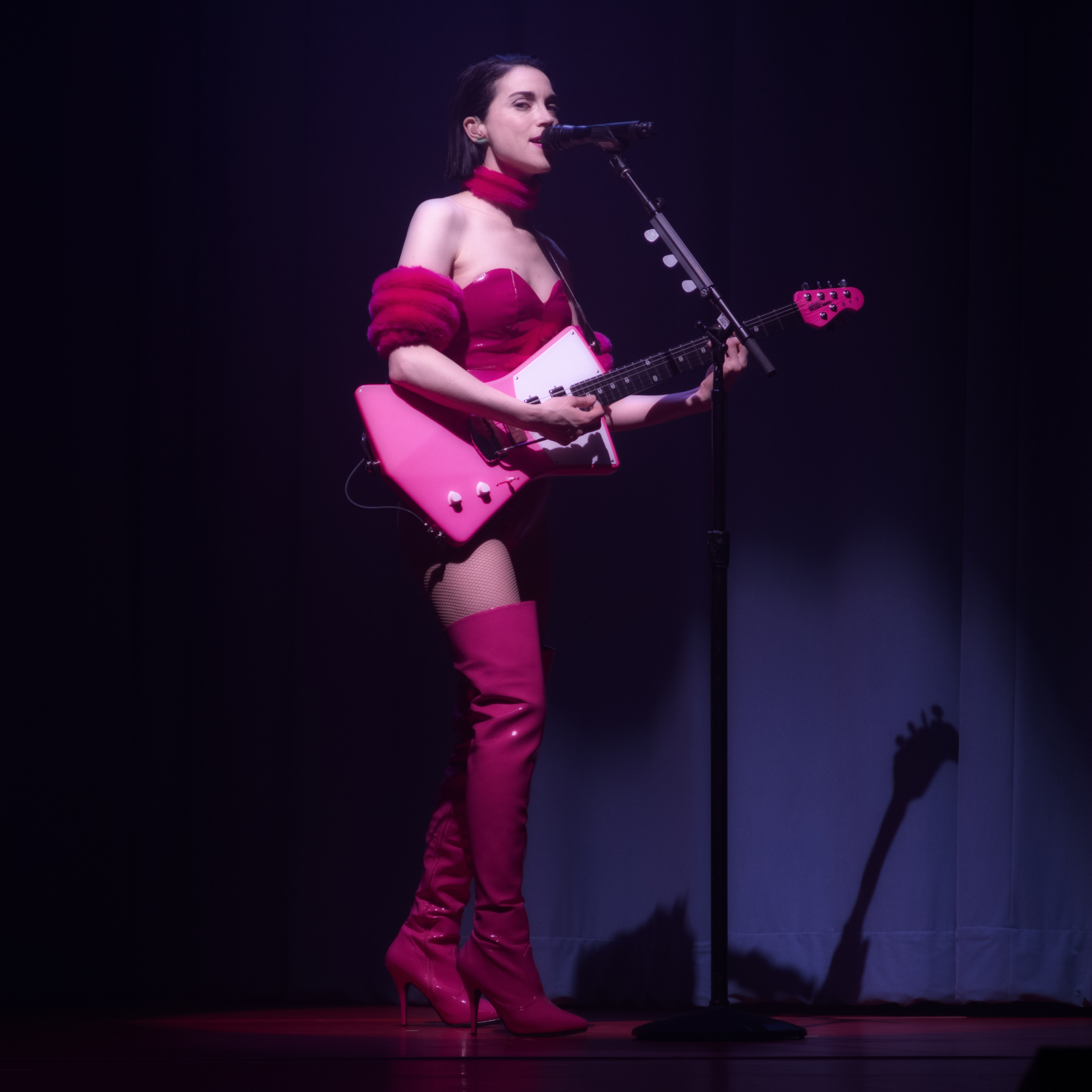
세인트 빈센트가 그녀의 어니 볼 뮤직 맨 시그니처 기타로 연주하고 있다

2016년 4월, 여성 감독들의 선집 공포 영화인 <XX>의 한 부분을 맡아 영화 감독으로 데뷔할 것이라는 발표가 있었다.
2017년 6월, 세인트 빈센트는 다섯 번째 앨범 <Masseducation>의 싱글인 "New York"을 발표했고 앨범은 10월에 발매되었다. 이 앨범도 전세계적인 호평을 받았으며 빌보드 200 차트에 10위로 데뷔하면서 그녀의 첫 번째 톱10 앨범이 되었다. 발매 첫 주간에 29,000장이 팔렸다.
2019년 세인트 빈센트는 61회 그래미 어워드에서 두아 리파와 함께 노래했고 "Masseducation"은 최우수 록 음악상을 수상했다. 여름에는 테일러 스위프트의 일곱 번째 앨범 <Lover>에 참여하여 "Cruel Summer"라는 곡을 공동작곡했다. 12월에는 러시아 테크노 DJ인 니나 크라비즈가 리믹스한 <Masseducation Rewired>를 발매했다.

### 2020년-현재: <Daddy's Home>

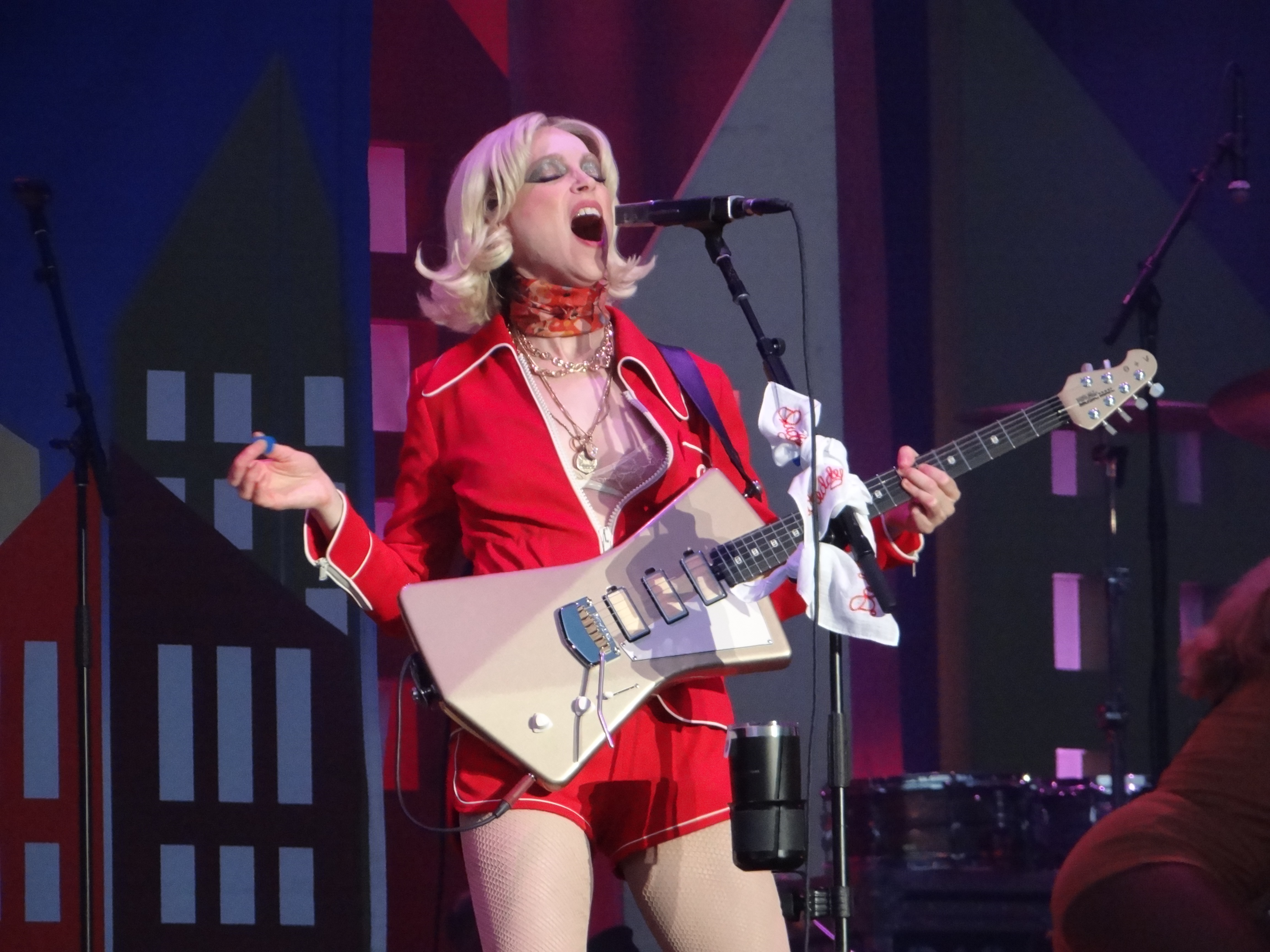
2021년 쉐이키 니스 뮤직 페스티벌에서 공연하는 세인트 빈센트

일곱 번째 정규 앨범 <Daddy's Home>의 첫 싱글 "Pay Your Way in Pain"이 2021년 3월에 뮤직 비디오와 함께 출시되었고 세인트 빈센트는 새 앨범의 주제가 아버지가 교도소에서 석방되는 것이라고 밝혔다.
"사람들은 성장한다. 내 이야기를 내가 하는 것이 낫겠다는 생각이다. 아버지가 감옥에서 석방된 것은 꽤나 괜찮은 시작점이 아니겠나?"라고 그녀는 말했다.
두 번째 싱글 "The Melting of the Sun"은 2021년 4월에 출시되었고 곧이어 세터데이 나이트 라이브에 출연하여 싱글 두 곡을 모두 불렀다.
2020년에 세인트 빈센트는 사이코 스릴러 영화인 <더 노웨어 인>에 출연했는데 영화는 그녀의 음악 경력에 대한 일종의 다큐 형식을 취한 픽션이었고 자신이 사운드트랙도 만들었다. 자선 헌정 앨범으로 메탈리카의 곡들을 커버한 <The Metallica Blacklist>에서 세인트 빈센트는 "Sad but True"로 참여했고 2021년 9월 출시되었다.
2022년 4월 <Daddy's Home>은 64회 그래미 어워드에서 최우수 얼터너티브 앨범상을 수상했다.

## 음악 스타일과 영향
메조소프라노의 음색을 지닌 세인트 빈센트의 음악은 다양한 악기들과 복잡한 편곡 뿐 아니라 "행복과 광기" 사이에서 터져나오는 다의어 가사로 잘 알려져 있다. 이에 대해 그녀는 "갑자기 나타나 나를 눈멀게 하는 것들을 좋아한다. 공황발작을 겪거나 불안장애가 있는 이들이라면 급작스럽게 상황이 빠르게 바뀔 수 있는 가를 이해할 수 있을 것이다. 나는 그것을 음악으로 승화시키는 것 같다"고 했다. 기타 외에도 베이스, 피아노, 오르간, 테레민을 연주하는 그녀의 음악 속에는 바이올린, 첼로, 플루트, 트럼펫, 클라리넷 등등의 악기들이 등장한다. 세인트 빈센트의 음악은 록, 팝, 아트 록, 인디 록 등으로 분류되며 익스페리멘털 록, 챔버 팝, 일렉트로팝, 소프트 록, 카바레 재즈 등 폭넓은 장르들의 영향을 보인다.
클라크는 자신에게 영향을 준 이들로 데이비드 보위나 케이트 부시와 함께 지미 헨드릭스, 수지 앤 더 밴시스 등을 언급한 바 있다. 그녀는 데이비드 보위의 노래들을 매일 들으며 "It's No Game (Part One)"을 가장 좋아한다고 2015년 한 강의에서 말했다. 이 외에도 토킹 헤즈, 패티 스미스, 핑크 플로이드를 비롯하여 기타리스트로 킹 크림슨의 로버트 프립과 아드리안 벨류, 툴의 마크 리봇과 아담 존스에게 영향을 받았다.
또한 작가 로리 무어로부터 영감을 얻었다고 첫 앨범에서 밝히고 있다.

## 악기

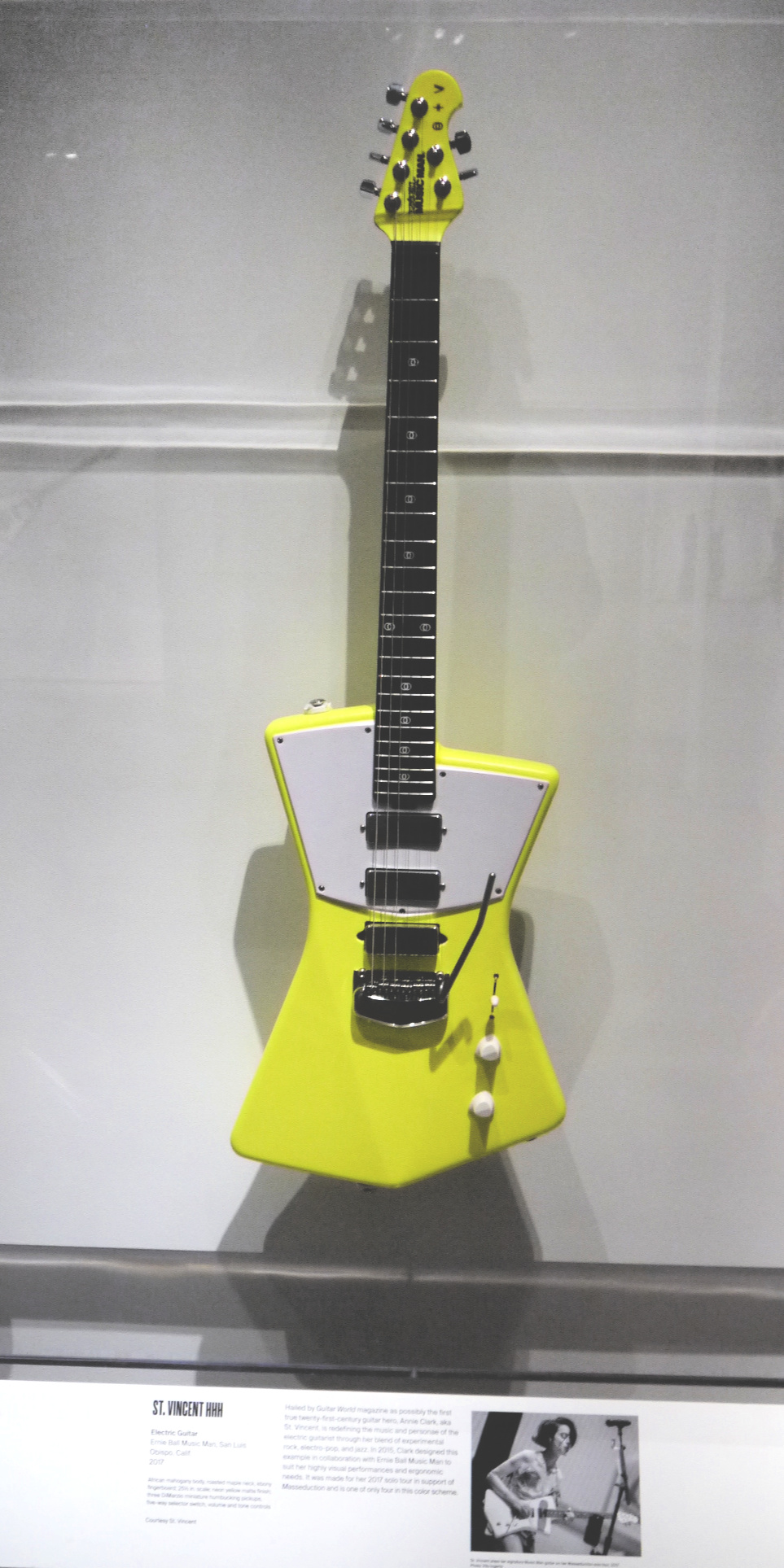
클라크의 시그니처 어니 볼 뮤직맨 기타 - 세인트 빈센트 HHH 기타

클라크는 1967년 하모니 기타의 봅캣 모델과 1960년대 실버톤 기타 1488 모델, 1979년 하그스트룀 슈퍼 스위드 모델, 펜더의 딜럭스 내쉬빌 모델을 사용했으며 최근 들어서는 어니 볼 뮤직맨에서 만든 자신의 시그니처 모델을 주로 연주한다.

### 시그니처 기
2016년 3월, 어니 볼은 클라크가 시그니처 뮤직 맨 기타를 디자인했다고 발표했다. 독특한 디자인으로 웨일스의 가수인 케이트 르 봉은 가디언지에서 여성을 위한 디자인이라는 의견을 표방했지만 클라크 본인은 디자인할 당시 그런 의도는 없었다고 했다. 2017년에는 네 가지 색깔로 모델이 나왔다. 두 번째 시그니처 기타, 세인트 빈센트 HH 모델은 2018년 출시되었는데 원래 세 개의 미니 험버커 대신 두 개의 험버커 픽업을 사용했다. 그리고 2021년에 새롭게 세인트 빈센트 골디 시그니처 모델이 세 개의 미니 험버커 픽업과 디자인을 수정한 피크가드, 로스티드 메이플 넥, 스테인레스 스틸 프렛을 갖추고 출시되었다.
이 기타를 사용하는 이들 중에는 잭 화이트, 토드 타마넨드 클라크, 톰 모렐로, J 마시스, 레이니의 레 프리스트, 찰리 블리스의 에바 헨드릭스, 울프 퍼레이드의 댄 베크너 등이 있다.

## 사생활
클라크는 뉴욕에 거주하고 있다. 2014년 빌리지 보이스는 그녀를 사적인 사람이라고 표현했다. 그녀와 함께 작업과 투어를 했던 데이비드 번은 "그녀와 거의 1년 동안 투어를 함께 했는데 내 생각에 그녀를 더 잘 알게 된 것 같지는 않다. 최소한 개인적으로 말이다... 아름답고 재능있는 젊은 여성(혹은 남성)에게 있어 미스테리란 그리 나쁜 것만은 아니다. 그렇다고 냉담하거나 일부러 거리를 두는 것처럼 하지는 않았다."고 했다.
2014년 롤링 스톤과의 인터뷰에서 자신을 동성애자 혹은 양성애자로 여기는지에 대한 질문에 대해 클라크는 "나는 그런 용어로 생각하지 않는다. 나는 젠더와 성적 유동성을 믿는다. 나는 아무 것도 규정하지 않는다. 우리 모두는 누구와도 사랑에 빠질 수 있다. 나는 아무 것도 숨길 것이 없으며 음악에 더욱 중점을 두고 싶을 뿐이다"라고 했다. 같은 해 영국의 선데이 타임스와의 인터뷰에서는 "나는 젠더나 성적 절대주의를 지지하는 사람이 아니다. 나는 모든 스펙트럼을 전적으로 지지하며 또 참여한다"고 했다.
클라크는 여배우이자 패션 모델인 카라 델레바인과 2014년 말에서 2016년 중반 까지 사귀었다. 미국의 여배우 크리스틴 스튜어트와도 교제했다.
2010년 5월, 클라크의 아버지는 모의 1건, 전신 사기 7건, 증권 사기 5건, 자금 세탁 1건으로 유죄 판결을 받았다. 앨범 <Daddy's Home>은 일부 아버지의 석방에서 영감을 받아 만들어졌다.

## 음반 목록
- Marry Me (2007)
- Actor (2009)
- Strange Mercy (2011)
- Love This Giant (2012; 데이비드 번과 함께)
- St. Vincent (2014)
- Masseduction (2017)
- Daddy's Home (2021)